# Tetsuro Miura
Tetsuro Miura (12. april 1956 – 28. april 2018) var en japansk fodboldspiller og træner.
Han har tidligere trænet Nagoya Grampus Eight.